# Cathartornis
Cathartornis gracilis is een uitgestorven roofvogel behorend tot de Teratornithidae die in het Pleistoceen in Noord-Amerika leefde. 

## Fossiele vondst
Fossielen van Cathartornis zijn gevonden in de teerputten van Rancho La Brea in de Amerikaanse staat Californië. 

## Kenmerken
Cathartornis was slanker gebouwd dan de verwante Teratornis merriami, die tijdens het Pleistoceen in hetzelfde gebied voorkwam. 